# Trychosis pauper
Trychosis pauper är en stekelart som först beskrevs av Tschek 1871.  I den svenska databasen Dyntaxa används istället namnet Thrycosis pauper. Enligt Catalogue of Life ingår Trychosis pauper i släktet Trychosis och familjen brokparasitsteklar, men enligt Dyntaxa är tillhörigheten istället släktet Thrycosis och familjen brokparasitsteklar. Arten är reproducerande i Sverige. Utöver nominatformen finns också underarten T. p. schmiedeknechti.